# زدایش لایه اتمی
زُدایش لایه اتمی (به انگلیسی: Atomic layer etching) (اختصاری ای‌ال‌ئی) یک فنّ نوظهور در ساخت نیم‌رسانا است که در آن یک توالی متناوب بین مراحل اصلاح شیمیایی خودمحدودساز که فقط لایه‌های اتمی بالایی ویفر را تحت تأثیر قرار می‌دهد و مراحل زدایش که فقط نواحی اصلاح‌شده شیمیایی را حذف می‌کند، اجازه حذف لایه‌های اتمی خاص را می‌دهد. مثال استاندارد، زدایشِ سیلیکون با واکنش متناوب با کلر و زدایش با یون آرگون است.
این فرایند کنترل‌شده‌بهتری نسبت به زدایش یونی‌غیرفعال است، اگرچه مشکل استفاده تجاری از آن، توان عملیاتی بوده است. کنترل‌پذیری گاز پیشرفته مورد نیاز است و نرخ حذف یک لایه اتمی در ثانیه تقریباً در حد آخرین سطح فناوری حاضر است.
فرایند معادل برای نهشتسازی مواد، نهشت لایه اتمی (ای‌ال‌دی) است. ای‌ال‌دی به‌طور قابل‌ملاحظه‌ای برجسته‌تر است و از سال ۲۰۰۷ توسط اینتل برای لایه‌های دی‌الکتریک با کاپای بالا و از سال ۱۹۸۵ در فنلاند در ساخت افزاره‌های الکترولومینسانس فیلم نازک استفاده شده است.